# Eporidia dariusalis
Eporidia dariusalis is een vlinder uit de familie van de grasmotten (Crambidae), uit de onderfamilie van de Spilomelinae. De wetenschappelijke naam van deze soort is voor het eerst voorgesteld door Francis Walker in een publicatie uit 1859.
De soort komt voor in tropisch Afrika waaronder Sierra Leone, Liberia, Ghana, Togo, Kameroen, Equatoriaal Guinee, Gabon, Congo-Brazzaville en Congo-Kinshasa.